# 急な坂スタジオ
急な坂スタジオ（きゅうなさかスタジオ）は、神奈川県横浜市西区老松町にある演劇スタジオ。横浜市営の結婚式場として使われた2代目 老松会館を改装して2006年に開館し、舞台芸術の拠点として活用されている。

## 沿革

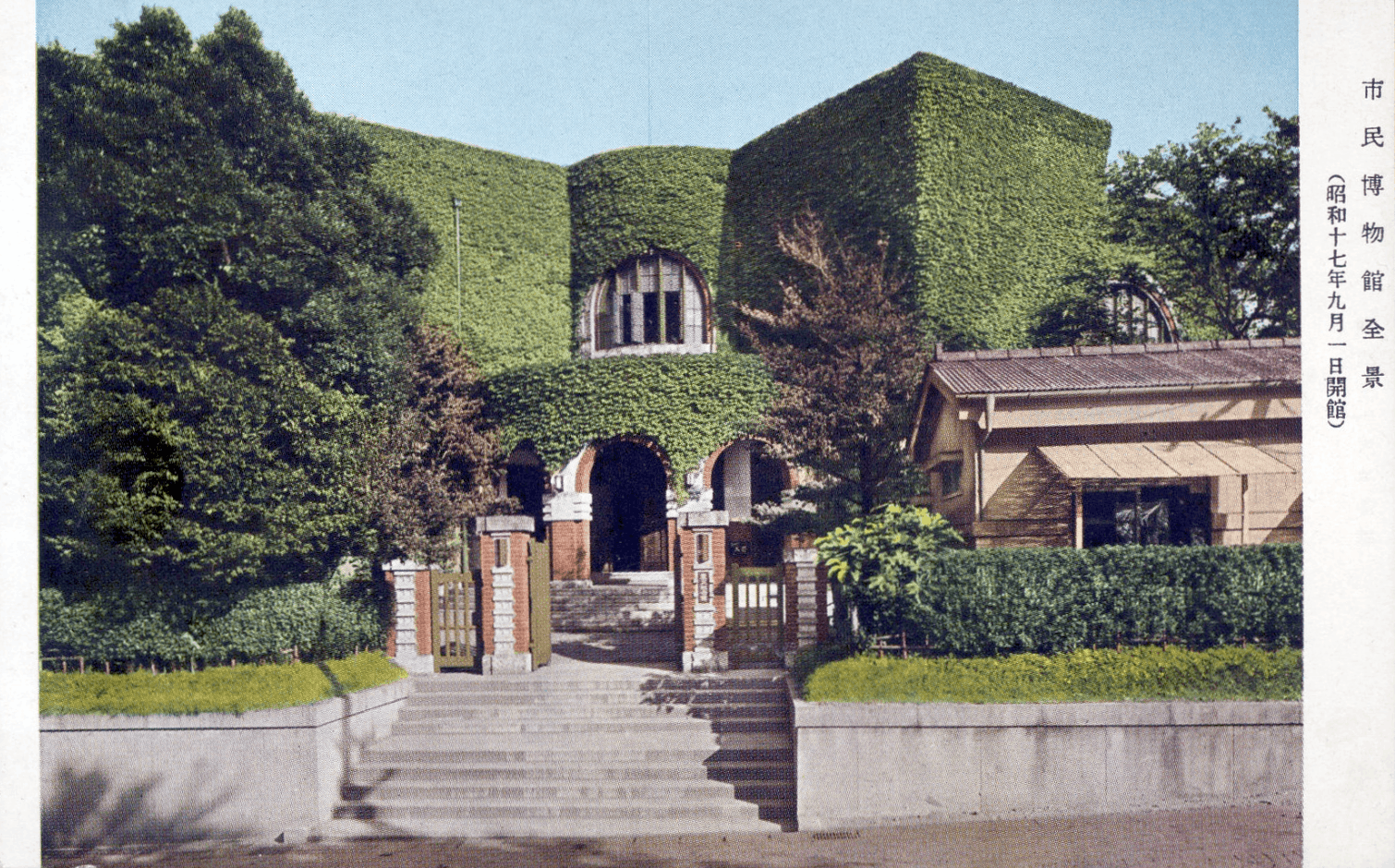
結婚式場として使われていた、初代 老松会館（横浜市市民博物館の頃の彩色写真）

- 1928年（昭和3年） - 横浜市図書館（現 横浜市中央図書館）の西隣、現在は横浜市長公舎北側の野毛山自動車駐車場のある場所に、横浜市震災記念館を開館[1]。1942年には横浜市市民博物館に改称される。
- 1945年7月 - 戦況の悪化により、横浜市市民博物館を廃止。
- 1964年7月 - 旧市民博物館を改修し、1階部分に結婚式場 老松会館（旧）をオープン。
- 1971年9月 - 横浜市職員研修所などとして使われていた2階部分を改修し、全館を結婚式場とする。
- 1991年（平成3年）3月 - 横浜市中央図書館の建設のため、150mほど南西の現在地に2代目 老松会館を着工。
- 1993年10月 - 2代目 老松会館を再オープン。1995年3月には、「エルパイネ」の愛称がつく。
- 2004年6月 - 利用者減少により、結婚式場としての業務を終了。その後も各種文化教室などが開催される。
- 2005年3月 - 閉館。
- 2006年6月 - 当時の中田宏横浜市長の発案により[2]、桜木町・野毛、馬車道、日本大通の3地区の文化芸術創造都市の一環として、老松会館を転用した舞台芸術創造拠点の運営団体の公募が行われた[3]。
- 2006年9月 - 「急な坂スタジオ」として運営開始。指定管理者制度は採用されず、特定非営利活動法人「アートプラットフォーム」に無償で貸し付けられた。これに関する制度の不備が報じられ、一時は事業の継続が危ぶまれた[2]。
- 2011年11月30日 - 公募の結果、2012年度から2016年度もアートプラットフォームにより運営が継続されることが発表された[4]。
- 2016年11月 - 2017年度から2021年度の運営も引き続きアートプラットフォームにが行うことが発表される[5]。

## 施設概要
- 所在地 - 神奈川県横浜市西区老松町26-1
- 交通
  - 京浜急行日ノ出町駅から徒歩5分
  - JR根岸線・市営地下鉄桜木町駅から徒歩10分または桜木町駅・横浜駅から横浜市営バス89系統野毛山動物園前下車。

SRC造地下1階地上3階建。このうち地上1・2階に、最長2ヶ月間の長期利用が可能なホールと3つのスタジオを有し、演劇の稽古などに使われている。老松会館当時より、老人福祉センター「横浜市野毛山荘」との合築である。総延床面積は3487.43m2で、このうち急な坂スタジオ部分は1,498m2。その名が示す通り、野毛町から野毛山動物園へ登る急坂に面している。
- ホール - 240m2（13.5m×18m）
- スタジオ1 - 80m2（7.8m×10m）
- スタジオ2 - 65m2（7m×8m）
- スタジオ3 - 70m2（12m×6m）
- 和室 - 50m2（4.5m×11m、30畳）
- コミュニティルーム - 50m2（8.5m×6.7m）